# Fiendeland: En dag utan krig
Fiendeland: En dag utan krig (franska: Joyeux Noël) är en dramafilm från 2005 med manus och regi av Christian Carion. 
Filmen Oscarnominerades i kategorin bästa utländska film, 2005. 

## Handling
Filmen handlar om det tillfälliga vapenstillestånd som ägde rum under julafton 1914, från de franska, skotska och tyska truppernas synvinklar. 

## Rollista
| Diane Kruger     | – Anna Sörensen   |
| Benno Fürmann    | – Nikolaus Sprink |
| Guillaume Canet  | – Audebert        |
| Gary Lewis       | – Palmer          |
| Dany Boon        | – Ponchel         |
| Daniel Brühl     | – Horstmayer      |
| Lucas Belvaux    | – Gueusselin      |
| Alex Ferns       | – Gordon          |
| Steven Robertson | – Jonathan        |
| Frank Witter     | – Jörg            |
| Bernard Le Coq   | – Le général      |
| Ian Richardson   | – L'évêque        |
| Thomas Schmauser | – Kronprinz       |